# Jahmesz (Amarna)
Jahmesz ókori egyiptomi hivatalnok a XVIII. dinasztia idején. Ahet-Atonban (ma: El-Amarna) maradt fenn magánsírja. Jahmesz címei: Igaz királyi írnok, Legyezőhordozó a király jobbján, Ehnaton birtokának háznagya.
Sírja a királysírnak helyet adó váditól északra elhelyezkedő hat sír, az ún. Északi sírok közül az EA3. Nyugat-keleti tájolású, egyenes tengelyű, és egyszerűbb az amarnai sírok többségénél: nincsenek oszlopok, a bejárati folyosónál alig szélesebb külső csarnok után következik a belső, ahonnan a szentély nyílik. Több helyen látszanak a díszítés előre felvázolt körvonalai. A sírban ábrázolják a nagy Aton-templomot.